# Grammitis pilosissima
Grammitis pilosissima là một loài dương xỉ trong họ Polypodiaceae. Loài này được M. Martens & Galeotti C.V. Morton mô tả khoa học đầu tiên năm 1967.